# Графство Пфирт
Графството Пфирт (на немски: Grafschaft Pfirt; на френски: Comté de Ferrette) с главен град Пфирт (фр. Ferrette) се създава през 11 век около замък Пфирт. Графовете на Пфирт управляват южния Горен Елзас.
През 1324 г. графството отива чрез женитбата на наследничката Йохана фон Пфирт с Албрехт II, херцог на Австрия, на Хабсбургите. През 1325 г. епископът на Базел получава формалното управление. Чрез Вестфалския мир Пфирт през 1648 г. преминава като Comté de Ferrette към Кралство Франция.

## Графове на Пфирт отДом Скарпон
- Лудвиг от Мусон, граф, господар на Мусон, 1042 castellanus в Монбеляр, Алткирх и Пфирт, † 1073/76
- Дитрих I, граф в Алткирх и Пфирт, 1033 в Бар, † 1102/05, син на Лудвиг
- Фридрих I, 1125 граф на Пфирт, † 1160, син на Дитрих
- Лудвиг I, 1161 граф на Пфирт, † 1180, син на Фридрих I ∞ Рихенза фон Хабсбург
- Улрих I, 1194 граф на Пфирт, † 1197, син на Лудвиг I
- Лудвиг II, граф на Пфирт, † 1189, брат на Улрих I
- Фридрих II, 1194 граф на Пфирт, † 1234, син на Лудвиг I
- Улрих II, 1227 граф на Пфирт, † 1275, син на Фридрих II
- Лудвиг III, 1227 граф на Пфирт, † 1236, брат на Улрих II
- Теобалд, 1271 граф на Пфирт, 1292/97 фогт в Елзас, † 1310/11, син на Улрих II ∞ Катарина фон Лихтенберг, вдовица фон Клинген-Алтенклинген
- Улрих III, 1311 граф на Пфирт, † 1324, син на Теобалд
- Йохана, 1324 графиня на Пфирт, † 1352; дъщеря на Улрих III, ∞ 1324
- Албрехт II, херцог на Австрия, 1324 граф на Пфирт, † 1358

Графството Пфирт под Фридрих IV с празните джобове заедно с Тирол и Хабсбургска Горна Австрия е собственост на Хабсбургите в Горна Австрия (Vorderösterreich).